# Black Dragons
Black Dragons é um filme norte-americano de 1942, do gênero suspense, dirigido por William Nigh e estrelado por Béla Lugosi, Joan Barclay e George Pembroke.